# Scott Guerrero
 Scott Dominic Leon Guerrero, né le 22 août 1990, est un footballeur international guamanien qui joue au poste de défenseur.
Il évolue sous les couleurs du Quality Distributors.